# Dercy Teles

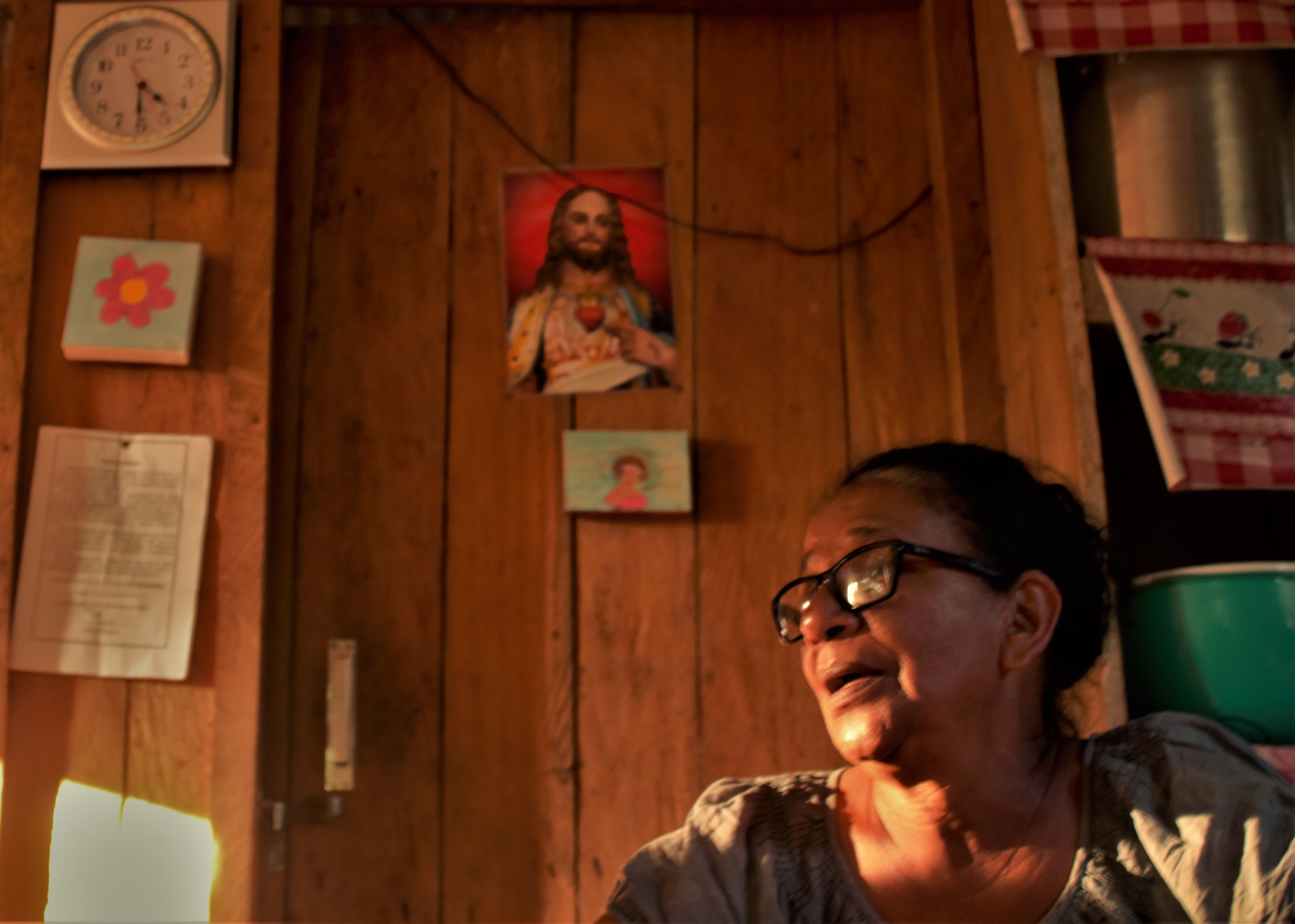
Dercy Teles em sua casa na Pimenteira

Dercy Teles de Carvalho Cunha, mais conhecida como Dercy Teles (Xapuri, 28 de junho de 1954) é camponesa, evangelizadora pela Teologia da Libertação, educadora popular, sindicalista, militante e ativista política brasileira. É uma das figuras centrais nos empates organizados pelos seringueiros em Xapuri. Lutou ao lado de figuras históricas tais quais Chico Mendes e Wilson de Souza Pinheiro e foi uma das primeiras mulheres a presidir um sindicato de trabalhadoras e trabalhadores rural no Brasil, mas sua história e importância seguem amplamente desconhecidas. 

## Biografia
Dercy Teles nasceu no seringal Boa Vista, Colocação Limoeiro, no município de Xapuri, no estado do Acre, em 28 de junho de 1954, filha do migrante camponês piauiense Silvério Carvalho Neto (1919-1974) e da acreana Marina Teles de Carvalho (1926-2010). O pai de Dercy migrou para o Acre nos anos 1940, na época da II Guerra Mundial. Ele foi alistado e transportado para a Amazônia pelo pelo Serviço Especial de Mobilização de Trabalhadores para a Amazônia (SEMTA). O SEMTA foi criado como parte dos Acordos de Washington (1941). Esse serviço especial tinha como finalidade principal o alistamento compulsório, treinamento e transporte de nordestinos para a extração da borracha na Amazônia, com o intuito de fornecer matéria-prima para os aliados da II Guerra Mundial; eles ficaram conhecidos como Soldados da Borracha (todos aqueles, locais ou migrantes, que colaboraram na extração da borracha). Consta que cerca de 55 mil homens foram enviados para a Amazônia para trabalhar na extração do látex, na Batalha da Borracha, e milhares acabaram perdendo as suas vidas. É neste contexto que, em julho de 1950, nasce Pedro Teles de Carvalho, irmão mais velho de Dercy, cinco anos depois do fim do segundo apogeu do Ciclo da Borracha no Brasil (1943-1945). 
Em 1954, nasce Dercy Teles de Carvalho no Seringal Boa Vista; três anos depois nasce Bernadete Teles de Carvalho. Emi, o irmão caçula, nasceu em 1961. Segundo Dercy Teles: “Meu irmão tinha 8 anos e ia para o roçado com a minha mãe. Eu tinha 4 anos e ficava com minha irmã de 1 ano dentro de uma rede no alto da casa porque lá tinha muita onça. E a minha irmã ficava indignada e me mordia e beliscava porque queria sair da rede. Eu tinha que segurá-la até minha mãe chegar porque se ela caísse da rede, morria!”. Dercy e os irmãos trabalhavam com o seus pais em atividades agroextrativistas na colocação. Ela tem “algumas memórias marcantes da infância vivida numa região alagadiça, que ilhava a família nas temporadas de chuva (o inverno amazônico)”.
A família se muda em 1959 da gleba A (Colocação Limoeiro) para a gleba B (Colocação da Pimenteira), dentro do Seringal Boa Vista. É nesta colocação que Dercy vive ainda nos dias de hoje. No dia da audiência do usucapião, o juiz questionou como Dercy, que tinha apenas 4 anos na época, tinha tanta certeza da data. Ela responde que sabia porque o pai era um dos raros seringueiros que anotava os acontecimentos diariamente em um diário. Foi por ter este gosto pelas letras que na infância o seu pai, camponês piauiense, a ensinou a ler e a resolver os exercícios básicos da matemática. Aos sete anos passa a ser responsável pelos cuidados com a casa, junto com a mãe e os irmãos e em 1974, aos 20 anos, com a morte do pai, que sofre um infarto. A sua mãe, D. Marina, vira a chefe da família e as responsabilidades de Dercy mudam. Pouco a pouco, ela assumirá a gestão da terra e da casa e os cuidados com a família. 
Em 1978, Dercy, aos 24 anos se torna monitora de grupo de evangelização, filia-se ao sindicato rural e se torna delegada sindical. Nesta mesma época, os padres da Teologia da Libertação formaram um grupo de leitura e debate sobre o Estatuto da Terra na comunidade em que Dercy morava e deram início a um processo de formação política e educação crítica junto com a evangelização. Desses grupos participavam vários vizinhos do entorno do seringal. 

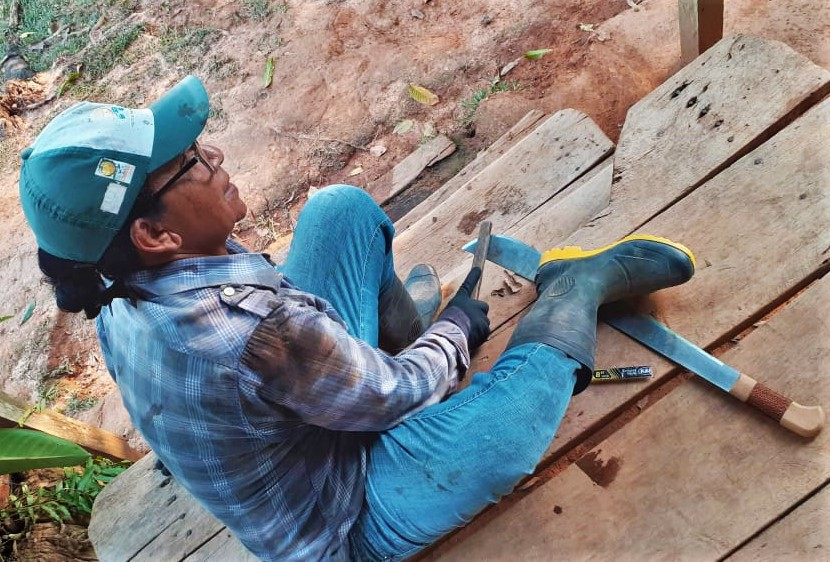
Dercy Teles afiando seu terçado (facão)

Dercy iniciou sua militância em 1978 durante a Ditadura Militar no Brasil nas Comunidades Eclesiais de Base (CEBs). Inspirada pela Teologia de Libertação, foi nas CEBs que ela começou a militar e a atuar na realidade dos povos da floresta. Também foi professora de educação popular, alfabetizando através do método de Paulo Freire e da cartilha Poronga: material didático criado, em um primeiro momento, pela própria comunidade, no intuito de criar escolas nos seringais, até então inexistentes. Sua formação política ficou a cargo da igreja, passava semanas recebendo treinamento todo ano no mês de julho. A paróquia fazia a mobilização de todos os monitores rurais para receber capacitação e quando voltavam para suas comunidades propunham o debate. Onde tinha grupo de evangelização também tinha delegacia sindical. 
Sua formação foi com Leonardo Boff, Clóvis Boff e Carlos Mesters. Essa é também a época dos primeiros conflitos contra o latifúndio, denominados de empates. Dercy participa do debate sobre a necessidade de organização visando garantir a posse da terra e é convidada a integrar a chapa que disputaria a direção do Sindicato Rural de Xapuri, sendo uma das primeiras mulheres eleitas para assumir a presidência de um sindicato rural no país, em 1981. 
No mesmo ano, Dercy conhece Manoel Estébio Cavalcante da Cunha. Natural do Estado do Ceará, ele foi ao Acre como seminarista para atuar na CEBs. Desiste da batina, mas continua militando com as CEBs e é nesse contexto que conhece Dercy Teles. Foram casados no civil e religioso até 1992. 
A partir de 1982, Dercy atua como educadora popular na primeira escola da zona rural no Acre. No ano de 1984, com a criação do Centro de Trabalhadores da Amazônia (CTA) Dercy foi responsável, junto com uma equipe de mais 3 pessoas, pelo acompanhamento de 51 escolas e mais de mil crianças matriculadas ao ano e acompanhava 32 postos de saúde comunitários.
Em 1986, Dercy vai morar em Rio Branco. E logo no ano seguinte decide ir morar durante 3 anos em Carauari, no Estado do Amazonas (sub-região do Juruá) para ampliar a luta dos seringueiros pelas Reservas Extrativistas. Lá ela trabalha com educação popular pelo movimento de Educação de Base ligado à CNBB.
Em 1990, cria-se a primeira Reserva Extrativista, a Resex Alto Juruá, situada nos municípios de Marechal Thaumaturgo e Jordão, municípios que foram desmembrados do município de Cruzeiro do Sul. Alguns meses depois cria-se a Reserva Extrativista Chico Mendes no Vale do Rio Acre (970.570 ha). No mês seguinte Dercy deixa o município de Carauari (AM) e volta a morar em Rio Branco, para trabalhar junto à secretaria de cultura.
Em 17 de Agosto de 1991, nasce Thainá de Carvalho Cunha, filha única de Dercy Teles, na Maternidade Bárbara Heliodora em Rio Branco. Seis anos após o nascimento de sua filha, Dercy volta para a colocação da Pimenteira e constrói a casa em que mora. 
No ano 2000, Dercy declina o convite para ser Secretária de Agricultura do governo municipal do Partido dos Trabalhadores, em Xapuri. 
De 2003 a 2008, Dercy trabalha como agente comunitária de saúde na microárea da colocação Pimenteira e entorno, conciliando o trabalho de Agente Comunitária de Saúde (ACS) com a direção do sindicato nos dois primeiros anos. Mas em 2008 acaba pedindo afastamento do cargo de agente comunitária de saúde, continuando no Sindicato Rural de Xapuri.  
Em 2009, falece Emi Teles de Carvalho, irmão caçula de Dercy. E em janeiro do ano seguinte falece Marina Teles de Carvalho, mãe de Dercy. Mesmo com o luto familiar, Dercy assume a terceira gestão de Dercy no STR Xapuri. 
Em 2013, acontecem novas eleições no STR Xapuri e Dercy é vice-presidente; é sua quarta gestão.  
Com o aparelhamento do Sindicato dos Trabalhadores Rurais de Xapuri, em 2017, Dercy participa do processo eleitoral para não entregar de graça o sindicato e sua chapa perde por pouco a eleição. No decorrer da direção do STR Xapuri, Dercy fez articulação com o Conselho Indigenista Missionário, o CIMI. Em 15 de Outubro do mesmo ano, o papa Francisco anuncia o Sínodo dos Bispos (realizado em 2019) para refletir sobre o tema: “Novos caminhos para a Igreja e para uma ecologia integral”, voltando os olhos para a Pan Amazônia, ano em que Dercy articula o início de uma Associação de Extrativistas, inicialmente pensada em ser construída apenas por mulheres. As reuniões dessa associação em construção foram adiadas por causa da COVID-19.